# 光萼肥肉草
光萼肥肉草（学名：Fordiophyton fordii var. vernicinum）为野牡丹科异药花属下的一个变种。

## 扩展阅读
- 維基物種上的相關：光萼肥肉草